# Nikolaï Baïbakov
Nikolaï Konstantinovich Baïbakov (en russe : Николай Константинович Байбаков), né le 6 mars 1911 à Sabunçu, Bakou, Russie impériale (actuel Azerbaïdjan), mort le 31 mars 2008 à Moscou, est un homme d'État soviétique, un économiste et un héros du travail socialiste.

## Biographie
Il achève son éducation secondaire en 1928 et entre à l'Institut pétrochimique d'Azerbaïdjan, dont il sort diplômé en 1931 en tant qu'ingénieur des mines. En 1935, il est conscrit dans l'Armée rouge. Après avoir rempli ses obligations militaires, il est nommé chef du département de production d'un champ pétrolifère dans un complexe industriel de l'Union soviétique. Il est plus tard promu ingénieur en chef, puis directeur général. Il était chargé de l'évacuation des installations pétrolières des régions orientales au moment de l'invasion nazie. 
Il fut ensuite commissaire du peuple (narkom) puis ministre de l'Industrie pétrolière de l'URSS du 30 novembre 1944 au 25 mai 1955.
En raison de ses succès dans sa planification du secteur pétrolier de l'Union soviétique et de son expérience dans le domaine de l'économie, il fut deux fois nommé à la tête du Gosplan, en 1955-1957 et 1965-1985.